# إدوارد سميث ستانلي
إدوارد سميث ستانلي (بالإنجليزية: Edward Smith-Stanley)‏ يعرف أيضاً بلقب إيرل دربي الرابع عشر (بالإنجليزية: 14th Earl of Derby)‏ سياسي بريطاني (29 مارس 1799-23 أكتوبر 1869). تولى رئاسة الوزارة في بريطانيا ثلاث مرات:
- من 23 فبراير إلى 19 ديسمبر 1852.
- من 20 فبراير 1858 إلى 12 يونيو 1859.
- من 28 يونيو 1866 إلى 27 فبراير 1868.

كان يُعرف قبل العام 1834 باسم إدوارد ستانلي، ومنذ عام 1834 باسم اللورد ستانلي. هو واحدٌ من رؤساء الوزراء البريطانيين الأربعة الذين قضوا ثلاث فترات منفصلة أو أكثر في المنصب. بالرغم من ذلك، استمرت كلٌ من وزاراته لأقل من سنتين وبلغ مجموعها الكلي ثلاث سنواتٍ و 280 يومًا.

كتب المؤرخ فرانسيس والش بأن ديربي كان الذي:
ثقَّف الحزب وعمل بمنصب الخبير الاستراتيجيّ لإقرار آخر إجراء كبير لحزب الأحرار البريطاني، قانون الإصلاح لعام 1867. كان أكبر إنجازاته خلق حزبٍ محافظٍ عصريٍ في إطار عمل دستور حزب الأحرار البريطاني، بالرغم من أن دزرائيلي كان هو من ادَّعى ذلك.
يُصنفه المؤرخون في مرتبة عالية بين جميع رؤساء الوزراء البريطانيين.

## الخلفية والتعليم
وُلد ستانلي لوالده لورد ستانلي (إيرل ديربي الثالث عشر لاحقًا) وزوجته، تشارلوت مارغريت (اسمها عند الولادة هورنبي)، وهي ابنة القس جيفري هورنبي. كانت عائلة ستانلي عائلة مالكة للأراضي راسخة وثرية جدًا والتي كانت إقامتها الرئيسية في قاعة نوسلي في لانكشاير. درس ستانلي في كلية إيتون وكنيسة المسيح، أكسفورد.

## الحياة السياسية المبكرة 1822-1852
انتُخب إدوارد ستانلي عام 1822 ليكون عضوًا في البرلمان في قَصَبَة ستوكبريدج الفاسدة (أنظر إلى ستوكبريدج، الدائرة الانتخابية لبرلمان المملكة المتحدة) ليكون أحد أعضاء حزب الأحرار، وهو الحزب التقليدي لعائلته. في عام 1824، بالرغم من ذلك، نَبَذَ بعض زملائه بالتصويت ضد طلب جوزيف هيوم لإجراء تحقيق في الكنيسة البروتستانتية المؤسَسة في أيرلندا. خسر مقعده عام 1826. عندما عاد أعضاء حزب الأحرار البريطاني للسلطة عام 1830، أصبح ستانلي وزير خارجية أيرلندا في حكومة لورد غراي، ودخل مجلس الوزراء عام 1831. اتبع وزير الخارجية ستانلي سلسلة من التدابير القسرية التي تسببت له بالصراع بشكل متكرر مع الملازم اللورد لأيرلندا، اللورد أنجلسي. في أكتوبر 1831، كتب ستانلي رسالة، وهي رسالة ستانلي، إلى الدوق لينستر مؤسسًا نظام التعليم الوطني في أيرلندا. بقيت هذه الرسالة إلى يومنا هذا الأساس القانوني للتشكيل السائد للتعليم الابتدائي في أيرلندا. في عام 1833، صعد ستانلي إلى منصب أكثر أهمية وهو وزير الدولة للحرب والمستعمرات، يُشرف فيه على إقرار قانون إلغاء العبودية.
انفصل ستانلي، عضو حزب الأحرار المحافظ عن الوزارة بسبب إصلاح الكنيسة في أيرلندا عام 1834 واستقال من الحكومة. ثم شكَّل مجموعة اسمها «ديربي ديلي» وحاول رسم مسارٍ معتدل بين ما رأوه على أنه اليمينية المتزايدة للورد جون راسيل ونزعة المحافظة لتوريس. تحول زعيم حزب المحافظين السير روبرت بيل وقائد توري إلى الوسط مع بيان تامورث لعام 1834، الذي نُشر قبل خطاب «عقيدة نوسلي» لستانلي بثلاثة أيام، وسلب من الستانليين جزءًا كبيرًا من تميز برنامجهم.
صيغ المصطلح «ديربي ديلي» من قبل القائد القومي الأيرلندي دانييل أوكونيل. إلى جانب ستانلي، كان الأعضاء الرئيسيون الآخرون للديلي هم السير جيمس غراهام، الذي استقال من منصب اللورد الأول للأميرالية؛ اللورد ريبّون، الذي استقال من منصب أمين الختام الملكية؛ ودوق ريتشموند، الذي استقال من منصب مدير مكتب البريد العام. جاء هؤلاء الوزراء الأربعة من خلفيات سياسية مختلفة بشكل ملحوظ –كان ستانلي وغراهام أعضاء قديمين في حزب الأحرار البريطاني، وكان ريبّون رئيس وزراء محافظ كانينغتي سابق، بينما كان ريتشموند محافظًا متطرفًا من أتباع حزب المحافظين (التوريز)، وجد نفسه بشكل غير مناسب في وزارة غراي.
بالرغم من عدم مشاركتهم في وزارة بيل قصيرة الأجل لعام 1835، اندمجوا خلال السنوات القليلة التالية تدريجياً في حزب بيل المحافظ، مع حصول العديد من أعضاء «ديربي ديلي» على مناصب بارزة في وزارة بيل الثانية. شغل ستانلي مع المحافظين مجددًا منصب وزير المستعمرات في حكومة بيل الثانية عام 1841. استُدعي عام 1844 إلى مجلس اللوردات بصفة اللورد ستانلي من بيكرستاف في بارونية ستانلي التابعة لوالده بواسطة وثيقة تسريع. انفصل عن رئيس الوزراء مرة أخرى في عام 1845، هذه المرة بسبب إلغاء قوانين الغلال، واستطاع جلب غالبية حزب المحافظين معه (بمن الشاب بينجامين دزرائيلي). قاد بعد ذلك الفصيل الحمائي في الحزب المحافظ. اتهم في مجلس اللوردات، في 23 نوفمبر 1847، رجال الدين الأيرلنديين الكاثوليك باستعمال كرسي الاعتراف للتشجيع على الفوضى والجريمة. كان هذا موضع خلافٍ في سلسلة من الرسائل المكتوبة من قبل الأسقف المساعد لأسقف ديري، إدوارد ماغن. خَلف والده في عام 1851 في منصب إيرل ديربي.
كان نظام الحزب في حالة تقلب عندما ترك المحافظون المنصب في عام 1846، مع وجود قضايا مُعلقة وهي قضية أيرلندا وحق الانتخاب الذي لم يُحَل. كان للحمائيين نواة من القادة، الذين كان دزرائيلي بالنسبة لهم شخصًا مؤثرًا. ولكن على العكس، كان الحزب ما زال يعاني من المشاكل الداخلية، بالرغم من أن دزرائيلي كان عازمًا على معالجة الخلافات.

## رئاسة الوزارة 1852-69
في مذكراته الخاصة، علَّق إيرل مالمسبري في عام 1857 على فشل ديربي في استغلال الصحافة:
لم يستطع اللورد ديربي أبدًا أن يُدرك النمو المفاجئ وقوة الصحافة السياسية، التي لم يكن له أي تحيز فيها، وهذا كان شعورًا متبادلًا من قبل أعضائها. في أيامنا هذه، يُعتبر هذا خطأً فادحًا يقترفه الذين يرغبون في الحصول على السلطة الشعبية والتفوق. اللورد ديربي رجل متفاخرٌ جدًا لدرجة أنه لا يمدح أي أحد، حتى أعز أصدقائه وأقرانه، وأقل بكثيرٍ أولئك الذين لا يعرف عنهم شيئًا.

### رئاسة الوزراء الأولى
شكَّل ديربي حكومة أقلية في فبراير 1852 بعد انهيار حكومة اللورد جون راسل اليمينية. في هذه الوزارة الجديدة، عُين بنجامين دزرائيلي في منصب مستشار الخزانة. مع اتِّباع العديد من كبار الوزراء المحافظين لبيل، أُجبر ديربي على تعيين العديد من الرجال الجديدين في المناصب –كان ثلاثة فقط من الأشخاص في الكابينة الوزارية من مستشاري المجلس الخاص للمملكة المتحدة موجودين أصلًا. عندما سمع دوق ويلينغتون المُسن، الذي كان أطرشًا تقريبًا في ذلك الوقت، بقائمة مجلس الوزراء من عديمي الخبرة تُقرأ بصوتٍ عالٍ في مجلس اللوردات، أعطى للحكومة لقبها عن طريق صياحه «من؟ من؟». أصبحت الحكومة منذ ذلك الحين تسمى بحكومة «من؟ من؟».
كان يقال أن دزرائيلي يسيطر على وزارات ديربي. بالرغم من ذلك، تُشير البحوث الأخيرة إلى ان هذا لم يكن الحال دائمًا، وخاصةً في سلوك الحكومة في السياسية الخارجية. سعى ديربي ووزراء خارجيته، اللورد مالمسبري ولاحقًا ابنه اللورد ستانلي لمسار عملٍ هدفه بناء السلطة من خلال القوة المالية، باحثًا عن تجنب الحروب مهما كانت التكاليف، متعاونًا مع القوى الأخرى، وعَمِل من خلال المحفل الأوروبي على حل المشاكل الدبلوماسية. تناقَضَ هذا بشكل حادٍ مع سياسية القوة والهيبة العسكرية التي سعى دزرائيلي إليها في وقت لاحق، وبالإمكان اعتبار نظرة ديربي المختلفة للسياسة الخارجية بمثابة نذيرٍ لـ«العزلة الرائعة»، وكذلك التسوية الدبلوماسية لأوروبا التي اتبعها المحافظون لاحقًا في أواخر القرن التاسع عشر وثلاثينيات القرن العشرين.

## روابط خارجية
- إدوارد سميث ستانلي على موقع الموسوعة البريطانية (الإنجليزية)